# Lepadella tenella
Lepadella tenella är en hjuldjursart som beskrevs av Wulfert 1942. Lepadella tenella ingår i släktet Lepadella och familjen Lepadellidae. Inga underarter finns listade i Catalogue of Life.